# 종정승
종정승(宗正丞)은 한국과 중국의 과거 관직이다.
한국에서는 고려에서 종정시의 종5품의 벼슬로 존재했다.

## 참고 자료
- 中国历史大辞典·下卷.上海辞书出版社.2000
- 中国官制大辞典·上卷.黑龙江人民出版社.1992